# Triplophysa jianchuanensis
Triplophysa jianchuanensis är en fiskart som beskrevs av Zheng, Du, Chen och Yang 2010. Triplophysa jianchuanensis ingår i släktet Triplophysa och familjen grönlingsfiskar. Inga underarter finns listade i Catalogue of Life.